# Ерёмин, Михаил Васильевич
Михаи́л Васи́льевич Ерёмин (17 июня 1968, Зеленоград, СССР — 30 июня 1991, там же) — советский футболист, выступавший на позиции вратаря. Играл в составе столичного ЦСКА в 1986—1988 и 1989—1991 годах, а также за дубль московского «Спартака» в 1988—1989 годах. В составе молодёжной сборной СССР по футболу, составленной из игроков не старше 23 лет, выиграл в 1990 году чемпионат Европы, а в составе основной сборной СССР провёл два матча. Мастер спорта СССР (1989), мастер спорта СССР международного класса (1991).
Ранним утром 24 июня 1991 года Ерёмин, возвращаясь домой на следующий день после финала Кубка СССР, в котором ЦСКА одержал победу над московским «Торпедо», попал в автокатастрофу: автомобиль, который вёл его друг, вылетел на встречную полосу из-за лопнувшего колеса и столкнулся с автобусом. Ерёмин получил множественные травмы, несовместимые с жизнью: пробыв шесть дней в коме, он умер 30 июня. В том же году ЦСКА выиграл последний розыгрыш чемпионата СССР по футболу, а Ерёмин был посмертно признан чемпионом СССР.

## Ранние годы
Ерёмин родился 17 июня 1968 года в городе Зеленограде. Отец — Василий Николаевич (умер в 2008 году от болезни Бехтерева), преподаватель черчения в строительном училище и заместитель начальника строительного цеха на заводе. Мать — Валентина Михайловна, мастер по пошиву верхней одежды, работала в ателье. Старший брат Игорь (род. 22 июня 1963 года), также футболист, играл в СКА МВО. Своё имя Михаил получил в честь деда по матери. Семья проживала в районе Текстильщики в квартире площадью 16 м², а позже переехала в трёхкомнатную квартиру в Зеленограде на Центральном проспекте. Ерёмин увлекался футболом с детства, гоняя мяч во дворе с друзьями, а также занимался хоккеем, мини-футболом и настольным теннисом. Отец водил Ерёмина на просмотр в хоккейное «Динамо», но безуспешно: хоккеем занимался в семье Игорь. Одним из первых любительских турниров, в котором принял участие Ерёмин, стал турнир команд ЖЭК: Михаилу было шесть лет, когда он получил свой первый футбольный приз — фотоаппарат «Зенит». В то время Ерёмин предпочитал играть в поле на позиции нападающего, а не вратаря.
Любовь Ерёмина к футболу была настолько сильной, что он играл и до полуночи: ему с братом давали ключи от школьного спортзала. В возрасте шести лет его на просмотр взял тренер Вячеслав Клочков из зеленоградской ДЮСШ № 2 «Спутник»: с этого момента начались поездки Ерёмина по стране. Он играл в Запорожье, Армянской и Грузинской ССР на разных турнирах, в том числе «Кожаный мяч», «Переправа» и «Надежда». В 1979 году, учась в 4-м классе, Ерёмин стал воспитанником зеленоградской ДЮСШ № 2 «Спутник», где начал профессионально заниматься футболом. Клочков сумел разглядеть в нём потенциал для игры на позиции вратаря, хотя Ерёмин одинаково хорошо играл на всех позициях в поле и хотел забивать голы, а не стоять на воротах. На тренировочном сборе под Тбилиси в лагере «Шота Руставели» в 1980 году Клочков убедил Ерёмина в том, что тот имеет все шансы стать высококлассным вратарём. В то же время Ерёмина хотели переманить в московское «Торпедо», однако руководство зеленоградской ДЮСШ сказало, что предпочтёт направить своего ученика в СДЮШОР ЦСКА № 704, где он в итоге оказался в 1983 году после того, как написал соответствующее заявление.
В 704-й спортшколе ЦСКА тренерами Ерёмина были Евгений Николаев и Валентин Бубукин. Бубукин часто приходил в общеобразовательную школу и говорил, что у Ерёмина из-за частых игр не хватает времени на учёбу, однако тот окончил школу с неплохими оценками. Отец Ерёмина не раз в шутку говорил о возможности сына сыграть за ЦСКА в будущем, а после его перехода в СДЮШОР ЦСКА сказал, что не ошибся в этом плане и что теперь многое будет зависеть от самого Михаила. Ерёмин, в свою очередь, неоднократно говорил отцу о своём желании стать «вратарём № 1» в стране. В возрасте 18 лет он был призван в ЦСКА для прохождения срочной службы, объездив за два года весь СССР и все страны социалистического лагеря. В 1985 году Ерёмин стоял в карауле на похоронах хоккеиста Анатолия Фетисова, младшего брата Вячеслава Фетисова.

## Клубная карьера

### Начало карьеры. Из ЦСКА в «Спартак»
Ерёмин начал игровую карьеру в 1986 году, когда выступал за дубль смоленской «Искры». После службы в армии выступал во второй лиге: в 1986—1987 годах играл за ЦСКА-2, проведя 14 матчей и пропустив 4 мяча. По словам Алексея Прудникова, в игре против клуба «Красная Пресня» в одном из эпизодов Ерёмин бросился в ноги игроку соперников, пробрасывавшему мяч, и тот приземлился бутсой прямо на лицо, войдя шипами в глазницу всем весом. Ерёмин был срочно отправлен в больницу: врачи установили, что в том эпизоде он повредил левый глаз, однако зрение ослабло на правом. Эти проблемы со зрением у Ерёмина остались на всю жизнь. В 1987 году Ерёмин также выступал за дубль ЦСКА, сыграв 8 матчей и пропустив 15 голов.
Вскоре Ерёмина позвал в московский «Спартак» лично Константин Бесков, которого заинтересовал вратарь с отличными физическими данными. Родителей предложение удивило, поскольку сын всегда говорил о верности ЦСКА, но при этом считал своим кумиром спартаковца Рината Дасаева, у которого хотел поучиться вратарскому мастерству: в те времена переход из «Спартака» в ЦСКА ещё не вызывал такого серьёзного шума, поскольку отношения команд не были острыми. Один из экземпляров книги Дасаева «Команда начинается с вратаря» Михаил Ерёмин получил от её автора вместе с вратарскими перчатками, которые когда-то Дасаеву подарил Тони Шумахер. Игорь Ерёмин поддержал идею брата о переходе в «Спартак», сославшись на большой тренерский опыт Бескова и возможность попытаться выступить на месте Дасаева, который готов был уехать в Испанию: Юрий Морозов, по мнению Игоря, не обладал достаточным опытом, чтобы готовить классных вратарей.
В 1988—1989 годах Ерёмин сыграл три матча в основном составе «Спартака» — на Кубок Федерации футбола СССР: против бакинского «Нефтчи» 16 августа 1988 года (1:2), против московского «Торпедо» 26 февраля 1989 года (1:2) и против московского «Динамо» 5 марта 1989 года (1:0). Остальные матчи Ерёмин проводил, выступая за дубль «Спартака»: его фактическая стажировка в рядах «красно-белых» продлилась всего около полугода. Сменивший в 1989 году Константина Бескова Олег Романцев не проявил особого интереса к молодому вратарю, вернув в «Спартак» Станислава Черчесова и Алексея Прудникова. Из команды Ерёмин ушёл после победного турнира в ФРГ и распределения премиальных в Москве за этот турнир (Ерёмину причитались 5 тысяч марок). На встрече с Ерёминым Олег Романцев заявил ему, что новый тренер «армейцев» Павел Садырин спешит скорее вернуть вратаря, и предложил ему оставить заработанные 5 тысяч немецких марок «на развитие „Спартака“». Однако когда Ерёмин решил подумать над этим предложением, нападающий Фёдор Черенков попросил его не оставлять деньги «Спартаку», сказав, что они пойдут либо в карман Романцева, либо Николая Старостина (Старостин в каждой поездке нередко вручал игрокам импортную аппаратуру, чтобы они провезли её через границу, а затем забирал её с формулировкой «на развитие „Спартака“»). Ерёмин последовал совету Черенкова и забрал свои премиальные, а в армейскую команду вернулся без особых раздумий.

### ЦСКА в первой и высшей лигах
За ЦСКА Ерёмин дебютировал 9 апреля 1989 года во 2-м туре первой лиги, когда в гостевом матче против «Нефтчи» (3:0) при счёте 3:0 заменил на 81-й минуте Юрия Шишкина. Всего в первенстве 1989 года он провёл 22 матча из 42 встреч ЦСКА в том сезоне, пропустив 11 голов: в 8 матчах он выходил на замену, а в ещё одном был заменён. Восемь полных матчей (все 90 минут в каждом) Ерёмин отыграл на «ноль», а в августе — октябре в 7 матчах пропустил только один раз мяч (автогол Дмитрия Быстрова); также на протяжении пяти матчей подряд он не пропускал голов. Некоторые матчи ЦСКА в первой лиге были ознаменованы скандалами: так, в игре против кутаисского «Торпедо» руководство грузинской команды потребовало от ЦСКА не выигрывать, угрожая закидать автобус камнями и требуя, чтобы гол забил Мераб Мегреладзе, лидировавший в гонке бомбардиров. Михаил Ерёмин говорил, что специально не пропускал, однако оборона ЦСКА всё-таки позволила Мегреладзе забить гол, а в матче Павлу Садырину дали по лицу. По итогам первенства ЦСКА вышел в высшую лигу, а Ерёмин получил малую золотую медаль, которую ценил даже больше, чем золотую медаль за победу в составе молодёжной сборной на чемпионате Европы 1990 года или серебряную медаль чемпионата СССР 1990 года.
В 1990 году в высшей лиге Ерёмин сыграл 15 матчей из 24: в первых семи матчах он не пропустил ни одного гола, 14 апреля отбив пенальти в Волгограде от Александра Хомутецкого (ЦСКА победил 1:0). Однако в последующих восьми играх он пропустил 13 мячей, ни разу не сыграв на «ноль». По итогам чемпионата СССР он стал серебряным призёром. В матче против харьковского «Металлиста» Ерёмин поймал мяч на линии, однако нападающий харьковчан Александр Призетко ударил дважды Ерёмина по рукам, и судья засчитал гол. В игре против московского «Динамо» ЦСКА одержал победу, и присутствовавший на матче болельщик «армейцев» Сергей Ястржембский передал Игорю[кому?] слова Льва Яшина: «Ерёмин станет лучшим вратарём мира».
В 1991 году в чемпионате СССР Ерёмин сыграл 15 матчей, пропустив в них 14 голов, а также ещё три матча в Кубке СССР. К моменту финала Кубка СССР 1991 года Михаил Ерёмин провёл всего 30 матчей в высшей лиге, пропустив в них 27 мячей. Ерёминым всерьёз тогда интересовались некоторые итальянские клубы. В воскресенье 23 июня 1991 года состоялся финал Кубка СССР, в котором ЦСКА одержал победу над московским «Торпедо» со счётом 3:2. После финала Ерёмин, по свидетельству болельщиков, упал на колени, вскинув руки к небу, а потом совершил по стадиону круг почёта, пронеся на плечах своего друга Игоря Корнеева. Игроки ЦСКА отмечали выигранный финал Кубка СССР достаточно бурно, привезя в раздевалку шампанское (Игорь Ерёмин, который смотрел матч с трибун, лично принёс два ящика шампанского) и наливая его в кубок. Ерёмин при этом выпил немного шампанского, поскольку проходил допинг-контроль и решил отметить победу на следующий день, в понедельник 24 июня.

### Карьера в сборных
В 1990 году молодёжная сборная СССР, составленная из игроков не старше 23 лет, выиграла чемпионат Европы. Михаил Ерёмин прежде в сборную не вызывался, однако в связи с тем, что по ходу турнира заболел Дмитрий Харин, его вызвали в команду. В итоге Ерёмин сыграл в обоих матчах финала против сборной Югославии, которые советские игроки выиграли 4:2 и 3:1 (в первом матче на 81-й минуте Ерёмин даже заработал предупреждение). За выигранный чемпионат Европы он получил звание мастера спорта СССР заслуженного класса. Однако Павел Садырин после чемпионата отправил Ерёмина в запас, подозревая, что тот «зазвездился» и перестал играть в полную силу: спустя несколько встреч Ерёмин вернулся в основной состав ЦСКА.
14 августа 1990 года Михаил Ерёмин сыграл свой первый фактический матч за сборную СССР по футболу против итальянского футбольного клуба «Модена»: он вышел на поле на 81-й минуте вместо Валерия Клеймёнова, а советские игроки победили 2:0. 29 августа 1990 года Ерёмин сыграл свой единственный официальный матч за сборную, отыграв все 90 минут против Румынии в Москве: советская команда проиграла со счётом 1:2, а Ерёмин пропустил гол от Мариуса Лэкэтуша с пенальти на 13-й минуте и от Йоана Лупеску на 64-й минуте. Выход Ерёмина был обоснован тем, что вратари Александр Уваров и Валерий Клеймёнов были на тот момент травмированы. 9 октября того же года Ерёмин провёл в Москве ещё один матч за сборную СССР против сборной Израиля, в котором советские футболисты победили со счётом 3:0. Матч носил неофициальный характер: советская сборная выступала как сборная клубов СССР, а Ерёмин вышел на 70-й минуте вместо Станислава Черчесова.

## Гибель

### Автокатастрофа
24 июня Ерёмин собирался отпраздновать своё 23-летие в ресторане гостиницы «Космос»: 17 июня 1991 года ему исполнилось 23 года, однако в связи с подготовкой к финалу Кубка СССР все празднования были перенесены на неделю. Также в этот день он должен был получить в ЦСКА ордер на однокомнатную квартиру, в которой ранее проживал Игорь Корнеев, а также посмотреть квартиру на Алтушке, которую освобождал вратарь ЦСКА Юрий Шишкин, уехавший в Бразилию. При этом предполагалось, что слишком бурных празднований команда проводить не будет, поскольку ей необходимо было готовиться к матчу против «Шахтёра» в рамках очередного тура чемпионата СССР. По воспоминаниям спортивного директора Федерации регби России и комментатора Дмитрия Шмакова, который присутствовал на финале Кубка, после игры он повёз Ерёмина домой к его родителям: на второй машине поехали Игорь Ерёмин и лучший друг Михаила регбист Дмитрий Синицын. Семья продолжала отмечать победу, когда к ним в гости заглянул Сергей Власов: по словам матери Ерёмина, он попросил Михаила отвезти его по «каким-то делам в Москву». Игорь Ерёмин заявлял, что брат сам сел за руль нового белого автомобиля ВАЗ-2106, оформленного на отца, и поехал к Власову. Шмаков излагал другую версию событий, говоря, что Игорь уехал к себе домой, а они с Михаилом и Синицыным решили поехать искупаться на Истринское водохранилище. По пути они встретились с Власовым, который пригласил их к себе: накануне матча он отмечал свой день рождения. Примерно в два часа ночи Синицын и Шмаков собрались домой, а Михаил Ерёмин остался у Власова. Спустя 9 часов после окончания матча, ранним утром понедельника 24 июня Ерёмин отправился в аэропорт Шереметьево-2 вместе с Власовым встречать девушку последнего. За рулём ВАЗ-2106 в то утро находился Власов, а Ерёмин сидел на пассажирском сиденье. Ерёмин не обладал достаточным опытом вождения, поэтому его подвозили часто или Дмитрий Шмаков, или брат. Автомобиль при этом ехал достаточно быстро, поскольку на бензине мог только заводиться, а при езде в качестве топлива использовался газ.
В районе пяти часов утра на 34-м километре Ленинградского шоссе недалеко от Зеленограда (деревня Чёрная Грязь) автомобиль, за рулём которого был Власов, столкнулся с микроавтобусом «Икарус», перевозившим некие полутораметровые алюминиевые конусы. По официальной версии, причиной столкновения стала лопнувшая шина БЛ 85, из-за которой машину вышвырнуло на встречную полосу. По свидетельствам сотрудников ГАИ, они заметили ехавшие «Жигули», которые мчались настолько быстро, что никто не успел поднять жезл и попытаться остановить машину. По словам Игоря Ерёмина, шина лопнула примерно в тот момент, когда машина поднялась на пригорок. Водитель «Икаруса» пытался вырулить в сторону и уйти от столкновения, однако поскольку автобус ехал со скоростью 100 км/ч по пустой трассе, у него не было физически времени это сделать. Гипотетически, если бы оба автомобиля не столкнулись лоб в лоб, то «Жигули» могли бы прочертить по боку «Икарусу» и свалиться в овраг, и ни Власов, ни Ерёмин бы в таком случае не пострадали. В результате столкновения «Жигули» влетели в автобус с такой силой, что расплющили переднюю часть автобуса от бампера до переднего колеса длиной полтора метра и развернули колесо на 90 градусов. Удар пришёлся в водительскую часть автобуса: водитель автобуса не пострадал, однако сопровождавшая в автобусе груз женщина получила перелом руки. Сам водитель «Икаруса» пребывал в сильном шоке от случившегося. «Жигули» восстановлению не подлежали: остатки машины были распилены и захоронены в Северной зоне Зеленограда.
Поскольку удар пришёлся на сторону водителя, то Сергей Власов погиб на месте: его тело было буквально разорвано. Опознан Власов был только по найденному «золотому царскому червонцу с дырочкой» на цепочке, и печатке (хотя изначально полагали, что за рулём мог быть и нападающий ЦСКА Сергей Дмитриев). Михаил Ерёмин был доставлен в реанимационное отделение 3-й зеленоградской больницы с многочисленными травмами: милиционер вызвал «скорую помощь», только когда заметил движение головы Ерёмина, напоминавшее конвульсию. Работники ГАИ разрезали дверь, которой зажало Ерёмина, и вытащили пострадавшего: в больнице он был уже после пяти часов утра. Изначально в прессе поступали сообщения о том, что братья Ерёмины были в состоянии алкогольного опьянения: Игорь якобы заснул за рулём, что и привело к аварии. В частности, эту версию высказал Александр Гурнов в эфире программы «Вести», который потом вынужден был объяснять Игорю Ерёмину, что всего лишь зачитывал текст, подготовленный редактором. Позже поступили сообщения, что медицинская экспертиза не нашла следов алкоголя ни в крови Ерёмина, ни в крови Власова. Разобрать обломки автомобиля и установить, кто именно был за рулём, сразу не удалось: капитан ГАИ, ошибочно полагая, что за рулём был владелец машины, позвонил в 8:40 отцу Ерёминых на завод и сообщил о гибели сыновей. Испуганный отец позвонил своему старшему сыну, который, узнав об аварии, связался с Дмитрием Синицыным, чтобы узнать, что именно случилось. Новость о попадании Михаила в аварию потрясла его родных и близких: по словам отца, в семье верили, что Михаил благодаря крепкому здоровью может справиться с травмами.

### В больнице
После аварии в больницу отправились тренеры ЦСКА Александр Кузнецов и Борис Копейкин. По заключению врачей, Михаил Ерёмин получил в результате аварии четырнадцать ранений головы, несовместимых с жизнью: осколки разбитого лобового стекла в результате тяжелейшей черепно-мозговой травмы поразили головной мозг. Врачами были диагностированы многочисленные ссадины и вмятины головы, разрывы селезёнки и печени, а также серьёзные повреждения глаз. В ходе хирургического вмешательства врачи провели трепанацию черепа, произвели удаление селезёнки и зашили печень: операцию проводил хирург, живший по соседству с Ерёмиными. Он открыл консилиум, на котором профессор Александрова констатировала, что даже одно такое повреждение является смертельным для человека, поэтому у Ерёмина нет шансов на спасение.
Среди собравшихся в госпитале поступали предложения срочно вывезти Ерёмина за границу для экстренной операции. Сотрудники Министерства обороны СССР направили нейрохирургов из госпиталя имени Бурденко для консультации и оказания возможной медицинской помощи, однако они после осмотра сказали родителям, что у Михаила нет шансов выжить. По воспоминаниям родных и близких, в 23 часа того же дня ещё один врач, специализировавшийся на нейрохирургии, после долгого обследования в разговоре с родственниками констатировала, что Ерёмина уже невозможно спасти.
С момента аварии до смерти Михаил Ерёмин пробыл в коме шесть дней, находясь под капельницей. После консилиума больница стала брать 25 рублей с каждого человека, который хотел посетить палату Михаила Ерёмина. По словам брата, это было фактическое прощание игроков и болельщиков с Михаилом: в палату пустили весь состав ЦСКА, также дважды с родителями Игорь проходил в реанимационное отделение, чтобы взглянуть на брата. Вечером 30 июня 1991 года в 20:30 хирург, который проводил операцию, позвонил семье Ерёминых и сообщил Игорю о смерти Михаила.

### Похороны
Михаил Ерёмин был похоронен на Зеленоградском городском кладбище на 42-м участке: там же 2 июля 1991 года был похоронен Сергей Власов. По совпадению, та самая авария произошла примерно в 10 минутах езды от этого кладбища. Примерно в 800 метрах от места катастрофы был установлен и освящён большой православный крест: водители, проезжая мимо этого креста, часто сигналят. Рядом с Ерёминым был похоронен и его отец. Могила была перетянута синим и красным шёлком. Публичное прощание прошло в манеже ЦСКА, куда в течение четырёх часов приходили болельщики ЦСКА и жители Зеленограда, чтобы проститься с игроком, позже гроб был перевезён к дому. На похоронах присутствовали тренер хоккейного ЦСКА Виктор Тихонов и его команда, а также сборная Молдовы по гандболу.
После похорон брата Игорь Ерёмин получил от начальника ЦСКА Виктора Мурашко право выбрать себе любой автомобиль из линейки ВАЗ-2106, однако когда началось распределение автомобилей между игроками, Ерёмину сообщили, что машину придётся приобретать за 16 тысяч рублей, а не получать в дар. Клуб не оказал никакой материальной помощи семье погибшего игрока, однако владелец «Асмарала» Хусам Аль-Халиди передал Ерёминым сумму в размере 25 тысяч рублей, которую те потратили на приобретение новой «шестёрки».

## Личная жизнь
Михаил Ерёмин был женат, в браке родился сын Денис, который, в отличие от отца, предпочёл заниматься волейболом. Среди друзей Михаила были хоккейный вратарь ЦСКА Алексей Ивашкин и футболист Игорь Корнеев. По словам одноклассника Сергея Горохова, Ерёмин умел играть на гитаре, а Дмитрий Шмаков учил его водить автомобиль. По словам Валерия Масалитина, Ерёмин нередко приезжал на тренировки ЦСКА на автомобиле брата, причём, по словам Игоря Ерёмина, севший впервые сев за руль ВАЗ-2106 Михаил сильно «побил и помял» машину. Также друзья Ерёмина говорили, что он намеревался открыть собственное дело в Москве. По воспоминаниям отца, Михаил всегда привозил с соревнований сувениры и подарки, начиная с раннего детства. Выступая за ЦСКА, он нередко привозил из городов СССР и из-за рубежа различные товары, раздавая их друзьям.
Первую поездку в США Ерёмин совершил в 1989 году: перед ней он купил в ателье Славы Зайцева пальто в клетку за 200 рублей, причём Зайцев даже пытался пригласить Ерёмина в модельное агентство. В США Ерёмин продал 30 банок чёрной икры в ресторанах, а на вырученные средства купил небольшой цветной телевизор Akai, видеомагнитофон и свитер. Техника была сдана в комиссионный магазин, а на вырученные средства семья купила первые «Жигули». Машину братья Ерёмины продали в день девальвации, приобретя на вырученные средства большую партию водки. Водку перепродали по двойной цене, чего хватало для приобретения новой машины. Также Ерёмин привёз из США кассету с песнями Михаила Шуфутинского и наручные часы с надписью «In God We Trust».

## Стиль выступлений
Основой таланта Михаила Ерёмина, по мнению его отца, были «светлая голова и мощнейшая фактура»: ещё в детстве он выделялся среди сверстников габаритами. На одной ноге Ерёмин мог пропрыгать до 17-го этажа, а обратно прыгал на другой, что позволяло ему развивать силу и выносливость. Во дворе он тренировался, стоя между деревьев и играя с братом или одноклассником Сергеем Гороховым.
Ерёмин отлично читал игру, однако в матчах не ограничивался обычным пребыванием в площади ворот: он нередко выходил к середине поля и выполнял функции либеро, страхуя оборону команды. Схожим по чувству мгновения для броска и броску с Ерёминым, по мнению отца, в дальнейшем стал Игорь Акинфеев. После тренировок он часто оставался заниматься самостоятельно и просил партнёров потренировать его, пробивая по воротам. По словам Игоря Ерёмина, Михаил был единственным в чемпионате СССР вратарём своей эпохи, который мог при вводе мяча в игру отправить его мощным ударом в чужую штрафную, также он отлично бросал мяч рукой при вводе в игру.
Ерёмин был одним из лидеров ЦСКА на стыке десятилетий, а одноклубниками и знакомыми характеризовался как «душа компании» и весельчак. Тренировавший ЦСКА Павел Садырин, не выделяя на людях кого-либо из игроков своей команды, очень ценил Ерёмина и тяжело переживал его гибель. Татьяна Яковлевна Садырина, вдова Павла Садырина, называла Ерёмина внимательным, обходительным, вежливым и весёлым человеком. Ерёмин сильно переживал неудачи, поскольку был крайне требовательным к себе, но благодаря своему фанатизму и коммуникабельности стал привлекать на матчи ЦСКА жителей Зеленограда, которые болели персонально за него на этих встречах. Психологически Ерёмин всегда настраивал себя только на победу.

## Память
27 июня 1991 года ЦСКА проводили матч 16-го тура чемпионата СССР в Москве с донецким «Шахтёром», проиграв со счётом 3:4. По словам Игоря Ерёмина, игроки ЦСКА просили игроков «Шахтёра» сыграть вничью, но те отказались наотрез это делать. В то же время капитан ЦСКА Дмитрий Кузнецов утверждал, что «армейцы» просили «Шахтёр» не о согласии на ничью, а о переносе встречи на другой срок, но не смогли договориться: после новостей о трагедии с Ерёминым игроки были морально подавлены и не настраивались на матчи, играя с «пустотой внутри».
В канун матча 17-го тура против днепропетровского «Днепра» игроки на предматчевой установке узнали новость о смерти Ерёмина: многие были подавлены настолько, что захотели уехать сразу же в Москву. Перед началом матча диктор по стадиону, огласив составы, сообщил о смерти Ерёмина и объявил минуту молчания в его память. «Армейцы» не сдерживали слёз, а игроки «Днепра» прямо на поле сказали своим противникам, что готовы сыграть вничью. В итоге в матче против «Днепра», состоявшегося 1 июля, действительно была зафиксирована ничья 2:2, а у «армейцев» выступали дублёры. Тренер днепропетровцев Евгений Кучеревский позже рассказывал, что его попросили сыграть вничью с «армейцами» даже люди из генералитета СССР. Далее у ЦСКА последовали ничья в матче против «Черноморца» и поражение от «Спартака», однако «армейцы» дали обещание выиграть чемпионат СССР в память о Ерёмине и сдержали слово, добившись также того, чтобы Михаил Ерёмин был посмертно признан чемпионом. 29 декабря в Совинцентре на Красной Пресне Игорю Ерёмину была торжественно вручена золотая медаль Михаила Ерёмина за победу в чемпионате: на церемонии присутствовали Павел Садырин, администратор ЦСКА Виктор Кардивар и Александр Розенбаум.
На могиле Михаила Ерёмина был установлен памятник авторства зеленоградского скульптора Владимира Козлова, представляющий собой статую Ерёмина, держащего в руках мраморный Кубок СССР, увенчанный мраморным футбольным мячом. В дальнейшем памятник неоднократно подвергался вандализму: вместо мраморного мяча ставились металлические фигурки футболиста, а потом и бронзовые мячи. В 2001 году болельщики ЦСКА собрали деньги на восстановление памятника, бронирование автобуса до Зеленограда и поездку при участии 50 человек: был установлен очередной бронзовый мяч. Однако, по словам Василия Ерёмина, вандализм не прекратился: на Кубок в итоге водрузили обычный металлический штырь. Каждый год в годовщину гибели Ерёмина на его могилу возлагают живые цветы и шарфы болельщиков ЦСКА. На могиле также есть памятник из розового гранита, на котором изображён портрет Ерёмина с Кубком СССР в руках (для портрета позировал Игорь Ерёмин, державший в руках трёхлитровую банку) и эпитафия:

Не вернулась птица из полета,

Потеряла стая журавля.

Мяч завис и не летит в ворота,

Если в нет них больше вратаря.

Скорбный миг на главном стадионе.

Замерли трибуны. Встали все.

Если б чуть помедленнее кони

Мчались по рассветному шоссе.

В России проводится множество турниров в память о Михаиле Ерёмине: в частности, префектура Зеленограда проводит ежегодный турнир памяти Михаила Ерёмина, в котором участвуют 10-летние мальчишки. Одним из победителей этого турнира стал Игорь Акинфеев. Также в Зеленограде проводится ежегодный мини-футбольный турнир памяти Ерёмина. Турниры детских команд «Памяти Михаила Еремина», в которых участвуют дети из Москвы и Московской области, ежегодно организуются при участии спорткомитетов Москвы, управы Панфиловского района и зеленоградской футбольной школы № 112 «Спутник». Клуб любителей спорта ЦСКА в 2006 году организовал турнир с участием 34 команд.
В память о Михаиле Ерёмине клубом любителей спорта ЦСКА в 1991 году был учрежден приз «Лучшему молодому вратарю высшей лиги», вручаемый наиболее перспективному вратарю не старше 23 лет. Лауреатами этого приза становились такие вратари, как Дмитрий Харин, Сергей Овчинников, Евгений Плотников, Сергей Армишев, Платон Захарчук, Александр Филимонов и Андрей Чичкин. Ежегодно игроки состава «армейцев», выигравшие чемпионат СССР 1991 года, собираются вместе, чтобы почтить память Ерёмина: в 2006 году капитан того состава Дмитрий Кузнецов собрал почти всех игроков для проведения матча ветеранов. Бюст Михаила Ерёмина также установлен в музее армейского клуба.

## Достижения

### Командные
- Чемпион СССР: 1991 (посмертно)[7]
- Серебряный призёр чемпионата СССР: 1990[7]
- Обладатель Кубка СССР: 1991[7]
- Чемпион Европы (U-23): 1990[7]

### Личные
- Мастер спорта СССР (1989)[7]
- Мастер спорта СССР международного класса (1991)[7]
- В списке 33 лучших футболистов сезона в СССР (1): № 3 — 1991 (посмертно)[26]

## Комментарии
1. ↑  Матчи против итальянского клуба «Модена» и против сборной Израиля считаются неофициальными
2. ↑  По версии Игоря Ерёмина — примерно в 4:30[3]
3. ↑  По версии Игоря Ерёмина — на 20-м километре[3]
4. ↑  Игорь Ерёмин оспаривал эту версию, отмечая, что резина была новая и лучшая по тем временам; по его версии, Власов мог на что-то отвлечься[3]
5. ↑  По другим данным, 25 декабря[25]